# Privilegium minus
Unter Privilegium minus, auch Kleiner Freiheitsbrief genannt, wird eine kaiserliche Urkunde aus dem Jahr 1156 verstanden, auf deren Grundlage die Mark Ostarrîchi (im zeitgenössischen Wortlaut schon Marcha Austria) in ein vom Stammesherzogtum Baiern unabhängiges Herzogtum umgewandelt wurde.
Für Österreich als Staat ist sie damit eine ihrer historischen Gründungsurkunden.

## Einführung
Als Privilegium minus bezeichnet die Forschung, in Abgrenzung zum späteren Privilegium Maius, einer Fälschung aus der Kanzlei Rudolfs IV. aus dem Jahre 1358/59, ein feierliches Diplom, das am 17. September 1156 von Kaiser Friedrich I. für den Herzog von Bayern Heinrich Jasomirgott aus dem Hause Babenberg auf dem Reichstag von Regensburg ausgestellt wurde.
Sie beinhaltet die Erhebung der Marcha Austria von einer Markgrafschaft zum erblichen Herzogtum der Babenberger. Neben der Erblichkeit der Herzogswürde war auch eine weibliche Erbfolge vorgesehen: Bei Kinderlosigkeit sollte der Herzog entscheiden können, wen er zum Nachfolger bestimmte (libertas affectandi). Die Pflicht, auf Reichstagen zu erscheinen, wurde auf solche beschränkt, die in Bayern stattfanden. Heeresfolge musste nur noch bei Kriegsschauplätzen in der Nachbarschaft geleistet werden.
Dieser Freiheitsbrief ist vor dem Hintergrund des staufisch-welfischen Konflikts zu sehen, den der damals junge Kaiser, von beiden Häusern abstammend, beseitigen wollte. Dem Welfen Heinrich dem Löwen wurde das Herzogtum Bayern zurückgegeben, das die Babenberger an seiner Stelle seit 1139 regiert hatten. Die Erhebung zum Herzog von Österreich war nicht mehr als ein Ersatz und wurde allgemein als Niederlage Heinrich Jasomirgotts gesehen. Ihre Hauptfunktion dürfte für Friedrich I. jedoch darin bestanden haben, Bayern durch die Abspaltung seiner östlichen Mark zu verkleinern und damit Heinrichs des Löwen Machtzuwachs zu begrenzen.

## Vorgeschichte
Im März 1152 wurde Friedrich Barbarossa zum römisch-deutschen König gewählt. Es ist anzunehmen, dass Heinrich der Löwe unter seinen Wählern war und ihm die Rückgabe des Herzogtums Baiern im Vorfeld in Aussicht gestellt wurde. Allerdings ist dieses nicht eindeutig zu belegen, da die Quellenlage sehr lückenhaft ist. Otto von Freising, eine der wichtigsten Quellen für diese Zeit, nennt die Anwesenden bei der Wahl in Frankfurt nicht beim Namen. Friedrich Barbarossa hatte großes Interesse daran, die Gunst Heinrichs des Löwen zu erhalten, da er einen Italienzug plante und dafür die Unterstützung in militärischer Form von Heinrich brauchte. Unter diesen Voraussetzungen ließ Barbarossa es zu, dass Heinrich die beiden Herzogtümer (Alt-)Sachsen und Bayern unter seiner Herrschaft vereinte.
Als der König 1152 beide Herzöge zum Hoftag nach Würzburg berief, um in Verhandlungen mit Heinrich Jasomirgott über das Herzogtum Bayern zu treten, blieb jener fern. Zu Pfingsten 1153 in Worms trafen dann beide ein, aber es konnte kein Ergebnis erzielt werden, da Heinrich Jasomirgott anführte, er sei nicht rechtmäßig geladen. Diese Taktik des abwechselnden Fernbleibens, kombiniert mit der Begründung, dass man nicht rechtmäßig geladen sei, verzögerte eine Entscheidung.
Friedrich Barbarossa wollte 1154 eine Entscheidung herbeiführen, da der festgesetzte Termin für den Italienzug näher rückte, für den er die Kontingente Heinrichs des Löwen brauchte, der auf eine Entscheidung zu seinen Gunsten drängte. Auf einem Hoftag in Goslar im Juni 1154 wurden beide Gegenspieler geladen, aber Heinrich Jasomirgott blieb wieder fern. Das fürstliche Hofgericht beschloss daraufhin, Heinrich dem Löwen Bayern zuzusprechen. Diese Entscheidung wurde dadurch erleichtert, dass Heinrich Jasomirgott es versäumte, seine Stellung in Bayern zu festigen. Er hatte seine Residenz schon zuvor von Regensburg nach Wien, eine blühende Fernhandelstadt, verlegt und sich somit aus den nördlichen Teilen Bayerns in die südlichen Teile seines Herrschaftsgebietes zurückgezogen.
Seit dem Urteil des fürstlichen Hofgerichts führte Heinrich der Löwe den sächsischen und bayrischen Herzogtitel in seinen Urkunden und auf seinem Siegel. Die tatsächliche Investitur fand aber erst im September 1156 auf einem Hoftag in Regensburg statt, als Heinrich Jasomirgott seinen Verzicht offiziell erklärte. Heinrich der Löwe wurde in seiner Entscheidung, auch den bayrischen Herzogtitel zu führen, bestärkt, als im Oktober 1155 auf einem Hoftag in Regensburg die bairischen Großen ihm Mannschaft und Treueid zusicherten.
Am 5. Juni 1156 kam es zu einem geheimen Treffen in der Nähe von Regensburg zwischen Friedrich Barbarossa und Heinrich Jasomirgott ohne Heinrich den Löwen. Einzelheiten über das Gespräch sind nicht bekannt.

## Der Hoftag zu Regensburg September 1156
Am 8. September 1156 hielt Friedrich einen Hoftag in Regensburg, und Heinrich Jasomirgott hatte sein Zeltlager nahe der Stadt aufgeschlagen, um die Beschlüsse zu verkünden, die seit dem 5. Juni 1156 Bestand hatten. Friedrich besuchte mit den Großen des Reiches, unter ihnen Heinrich der Löwe, das Lager Heinrich Jasomirgotts auf den Barbinger Wiesen. Die Tatsache, dass der Kaiser zu Heinrich Jasomirgott reiste, auch wenn die Entfernung nur zwei deutsche Meilen betrug, zeigte die besonders entgegenkommende Haltung Friedrichs dem Babenberger gegenüber. Ob der Besuch des Zeltlagers eine Forderung von Heinrich Jasomirgott vom 5. Juni 1156 war oder der Kaiser der Schwierigkeit entgehen wollte, wie Heinrich der Löwe als amtierender Herzog in seiner Residenz empfangen werden sollte, lässt sich nicht klären.
Heinrich Jasomirgott gab Friedrich sieben Fahnen, was den Verzicht auf das Herzogtum Bayern symbolisiert. Dieser belehnte damit dann Heinrich den Löwen, der wiederum dem Kaiser zwei zurückgab. Friedrich wandelte die Mark Österreich aufgrund eines Beschlusses der Fürsten in ein Herzogtum um und gab Heinrich Jasomirgott und seiner Frau die zwei Fahnen.

## Die Beilegung des Streites durch lehnsrechtliche Bestimmungen
Neun Tage nach der feierlichen Zeremonie vom 8. September 1156 wurde nach weiteren Verhandlungen das Privilegium minus ausgestellt. Mittels lehnsrechtlicher Regelungen gelang es Barbarossa, eine langfristige Lösung für verschiedene Komponenten des Konflikts um das Herzogtum Bayern zu finden.

### Die Umwandlung der Mark in ein Herzogtum
Der Umwandlung ging ein Urteilsspruch der Fürsten voraus, den der Kaiser erbeten hatte und der von einem der vornehmsten weltlichen Großen des Reiches, Herzog Vladislav II. von Böhmen, verkündet wurde. Der Wortlaut des Privilegium minus, der diesen Urteilsspruch behandelt, ist „omnibus principibus approbantibus marchiam Austrie in ducatum commutavimus“. Die Umwandlung der Mark in ein Herzogtum wird ein paar Zeilen vorher mit der „honor et gloria“ Heinrich Jasomirgotts begründet. Demnach liegt ein Grund für die Umwandlung darin, dass Heinrich Jasomirgott nicht auf die Ehre und den Ruhm, der mit dem Herzogtitel verbunden ist, verzichten soll.
Ferner wäre eine Degradierung Heinrich Jasomirgotts zum Markgrafen untragbar gewesen, denn er hatte keinerlei persönliche Schuld auf sich geladen. Zudem wäre im Falle der Degradierung Heinrich der Löwe, als Herzog von Bayern, höhergestellt und hätte den Babenberger zu seinem Hof laden können, um von ihm Rechenschaft zu verlangen. Diese Punkte zeigen, wie wichtig die Wahrung des persönlichen Status der Beteiligten war.
Heinrich Jasomirgott wurde das Herzogtum laut Privilegium minus mit allen Rechten und mit allen Lehen übertragen, die einst Markgraf Leopold vom Herzogtum Bayern innehatte („que quondam marchio Livpoldus habebat a ducatu Bawarie“). Dieser Umstand spricht Heinrich Jasomirgott zu, dass er als Herzog die gleiche Stellung einnahm, die ihm vorher als Markgraf zukam. Dies war für den Babenberger entscheidend, denn er wollte den Herzogtitel weiterführen, allerdings nicht auf die Vorrechte eines Markgrafen verzichten. Als Markgraf hatte er die Möglichkeit, vom Kirchengut Leistungen, vor allem finanzieller Art, zu fordern, was ihm als Herzog aufgrund der Immunität und des Königsschutzes der Güter der Reichskirchen nicht möglich gewesen wäre.
Für Heinrich den Löwen bedeutete die Stärkung der Babenberger durch das Privilegium minus gleichzeitig eine Schwächung, nämlich den Verlust Österreichs als Markgrafschaft. Bayern wurde Binnenherzogtum des Reiches wie etwa Schwaben. Der Welfe hatte zwar das Herzogtum Bayern bekommen, jedoch die durch Grenzen bestimmten Aufgaben wie territoriale Vergrößerung und Grenzschutz konnte er nicht wahrnehmen. So blieb ihm nur der Norden und Nordosten Sachsens als Wirkungsfeld.
Die Stärkung der Babenberger und die gleichzeitige Schwächung der Welfen muss auch im Sinne Friedrich Barbarossas gewesen sein, um ein Gegengewicht zu Heinrich dem Löwen, dem mächtigsten Reichsfürsten dieser Zeit, zu schaffen. Friedrich hatte es vermocht, eine für alle Seiten akzeptable Lösung zu finden, von welcher er am meisten profitierte, indem er die militärischen Kontingente für seinen Italienzug von Heinrich dem Löwen bekam, ohne ihn dabei zu stark werden zu lassen, und den Babenberger Heinrich Jasomirgott durch die Gewährung besonderer Vorrechte an seine Seite brachte. Darüber hinaus diente die friedliche Beilegung des Konflikts der Erhaltung des Landfriedens im Reich, der während der für den Italienzug geplanten Abwesenheit des Herrschers natürlich von besonderer Bedeutung war.

### Dielibertas affectandi
Zu der Reihe an Vorrechten, die Heinrich Jasomirgott verbrieft wurden, gehört das Recht, im Falle seines kinderlosen Todes das Herzogtum jemandem zu überlassen, den Heinrich und seine Gattin Theodora aussuchen konnten. Der Wortlaut im Privilegium minus lautet:

“Si autem predictus dux Austrie patruus noster et uxor eius absque liberis decesserint, libertatem habeant eundem ducatum affectandi cuicumque voluerint.”

Zu beachten ist, dass dieses Vorschlagsrecht nur Heinrich Jasomirgott (patruus noster) und seiner Frau Theodora (et uxor eius) zustand. Damit war es zeitlich begrenzt und gilt für die folgenden Generationen nicht mehr. Außerdem behielt Barbarossa das Belehnungsrecht. Er verpflichtete sich lediglich, den von Heinrich Jasomirgott und Theodora bestimmten Nachfolger einzusetzen.
Dieses ungewöhnliche Vorrecht findet seine Rechtfertigung in der Lage der Babenberger im Jahr 1156. Heinrich Jasomirgott und die byzantinische Prinzessin Theodora waren kinderlos. Heinrich hatte aus erster Ehe eine noch minderjährige Tochter namens Agnes. Wäre es nun zu einem frühzeitigen Ableben Heinrichs und Theodoras gekommen, so hätte Agnes eine schwere Stellung im Reich gehabt. Die beiden Brüder Heinrichs, Otto von Freising und Bischof Konrad von Passau, schieden auch als potentielle Nachfolger aus, da sie beide Geistliche waren. Um das Fortbestehen des Geschlechtes der Babenberger zu garantieren, musste Heinrich Jasomirgott auf dieser besonderen Form der Belehnung bestehen.
Für Friedrich Barbarossa war dieses Vorrecht keine besondere Einschränkung seiner Macht als Lehnsherr, denn bei großen Reichsvasallen hätte er im Falle des Todes des Vasallen die Investitur der Söhne auch nicht verweigern können. Zudem hatte er großes Interesse am Fortbestehen der Babenberger, da sie ein Gegengewicht zu den Welfen darstellten, die als Herzöge von Bayern möglicherweise nach dem Aussterben der Babenberger Ansprüche auf Österreich erhoben hätten.

### Die Beschränkung der Vasallenpflicht
Die Beschränkungen im Privilegium minus beziehen sich auf die Hoffahrt (Anwesenheitspflicht bei Hoftagen) und die Heeresfolge. Heinrich Jasomirgott musste nur zu Hoftagen in Bayern erscheinen, wenn er geladen war: „Dux vero Austrie de ducatu suo aliud servicium non debeat imperio, nisi quod ad curias, quas imperator prefixerit in Bawaria, evocatus veniat.“ Für Heinrich Jasomirgott bedeutet diese geographische Begrenzung eine finanzielle Entlastung, da er somit keine Gelder für lange Reisen in den Norden oder Westen des Reiches aufbringen musste.
Die Beschränkung der Heeresfolge auf benachbarte Länder des Herzogtums Österreich („Nullam quoque expedicionem debeat, nisi quam forte imperator in regna vel provincias Austrie vicinas ordinaverit.“) ist mit der geographischen Lage des Herzogtums zu erklären, welches ja zuvor die Bayerische Ostmark gewesen war. Es lag im Interesse Friedrich Barbarossas, den Babenberger zu entlasten, damit er die Aufgaben eines Markgrafen weiterführte. Insbesondere erhoffte er sich Unterstützung für Züge in das an Österreich angrenzende Italien.